# Klippan (đô thị)
Đô thị Klippan (tiếng Thụy Điển: Klippan kommun) là một đô thị ở hạt Skåne của Thụy Điển. Thủ phủ là thị xã Klippan. Dân số thời điểm 31 tháng 12 năm 2000 là 15541 người.